# 夢野まな
夢野まな（ゆめの まな、5月30日 - ）は、日本のアイドル、グラビアアイドル、タレントである。神奈川県横浜市出身。

## 来歴、人物
名古屋ローカルアイドル『さくらシンデレラ』出身。
T158・B83・W57・H87。
血液型：O型。
趣味：ぬいぐるみと遊ぶ・ゴルフ・メイドカフェ巡り・写真モデル・茶道・日舞。
特技：ピアノ・着付け・ぶりっ娘。

## 活動歴
2020年8月、浅草華雅きものアンバサダー就任。

## 作品

### DVD
- はじめては夢の中（2017年9月20日、タスクビジュアル）[3][4] ASIN: B075FW8HTN JAN： 4582277843628[5]
- 嬉し恥ずかし乙女心（2017年11月24日、スパイスビジュアル）[6] ASIN: B076RQV3B6 JAN： 4562457017032[7]
- 僕の妹と。。。 （2018年1月26日、M.B.D. メディアブランド）ASIN: B0787G6SF7 JAN： 4547770021454[8]
- まなの初恋は同級生 （2018年4月20日、M.B.D. メディアブランド）[9] ASIN: B07BPYJNCP JAN： 4547770021560[10]
- まなの夏恋物語（2018年8月31日、M.B.D. メディアブランド）ASIN: B07G4K7HF3 JAN： 4547770021966[11] BD有り[12]
- 私立夢色学園 （2018年11月19日、Jesus）ASIN: B07JH74TRJ JAN： 4580321337024[13] BD有り[14]
- 恋する乙女のサプライズ（2019年3月29日、スパイスビジュアル）ASIN: B07PCYQ4M8 JAN： 4580583940567[15]
- 夢のままじゃ終われない（2019年6月21日、M.B.D. メディアブランド）ASIN: B07STCVT5P JAN： 4580321337567[16] BD有り[17]

### 写真集
- 夢野まな1st写真集（2019年6月25日、游学社）ISBN：978-4-904827-58-1[18]